# Bedla Konradova
Bedla Konradova (Macrolepiota konradii, dříve Macrolepiota procera var. konradii, ještě dříve Lepiota konradii a původně Lepiota excoriata var. konradii) je druh houby rodu bedla (latinsky Macrolepiota) z řádu lupenotvaré, čeledi pečárkovité, jedná se o jedlou houbu. Je pojmenována podle svého objevitele švýcarského mykologa Paula Konrada.[zdroj?] Jde o druh velice podobný příbuzné bedle vysoké.

## Popis
Má zhruba 5–20 cm široký klobouk, ten je na povrchu radikálně strukturovaný, ale bez výrazných výstupků, šupiny má řídké, ploché, přisedlé, nahlučené do nápadně velkých polí, směrem k okrajům klobouku šupiny mizí, Pokožku má čistě bílou nebo smetanovou, má husté, vyklenuté, při třeni volné lupeny bílé barvy, ale v pozdějším věku mají nahnědlé ostří, výtrusný prach je bílý. Třeň je válcovitého tvaru, při bázi je mírně rozšířen do hlízy; je vláknitý se zřetelným volným vatovitým prstenem a je jemně šupinatý.

## Výskyt
Vyskytuje se v celém mírném pásu. Roste v létě a na podzim na loukách a pastvinách, místy je velmi hojná. Obvykle roste dříve než bedla vysoká, a v sezóně ji tudíž v lokalitě nahrazuje, ale častokrát rostou společně. Bedla Konradova byla zařazena do Červeného seznamu hub České republiky do kategorie DD – druh, o němž jsou nedostatečné údaje z hlediska jeho ohrožení.